# Apodospora bulgarica
Apodospora bulgarica är en svampart som beskrevs av Fakirova 1973. Apodospora bulgarica ingår i släktet Apodospora och familjen Lasiosphaeriaceae.   Inga underarter finns listade i Catalogue of Life.